# Igreja Católica Romana de St. Francis de Sales (Manhattan, Nova York)
 
A Paróquia de São Francisco de Sales é uma igreja católica romana localizada na 135 E 96th St, em Manhattan, no Upper East Side.